# Municipio de Maravatío

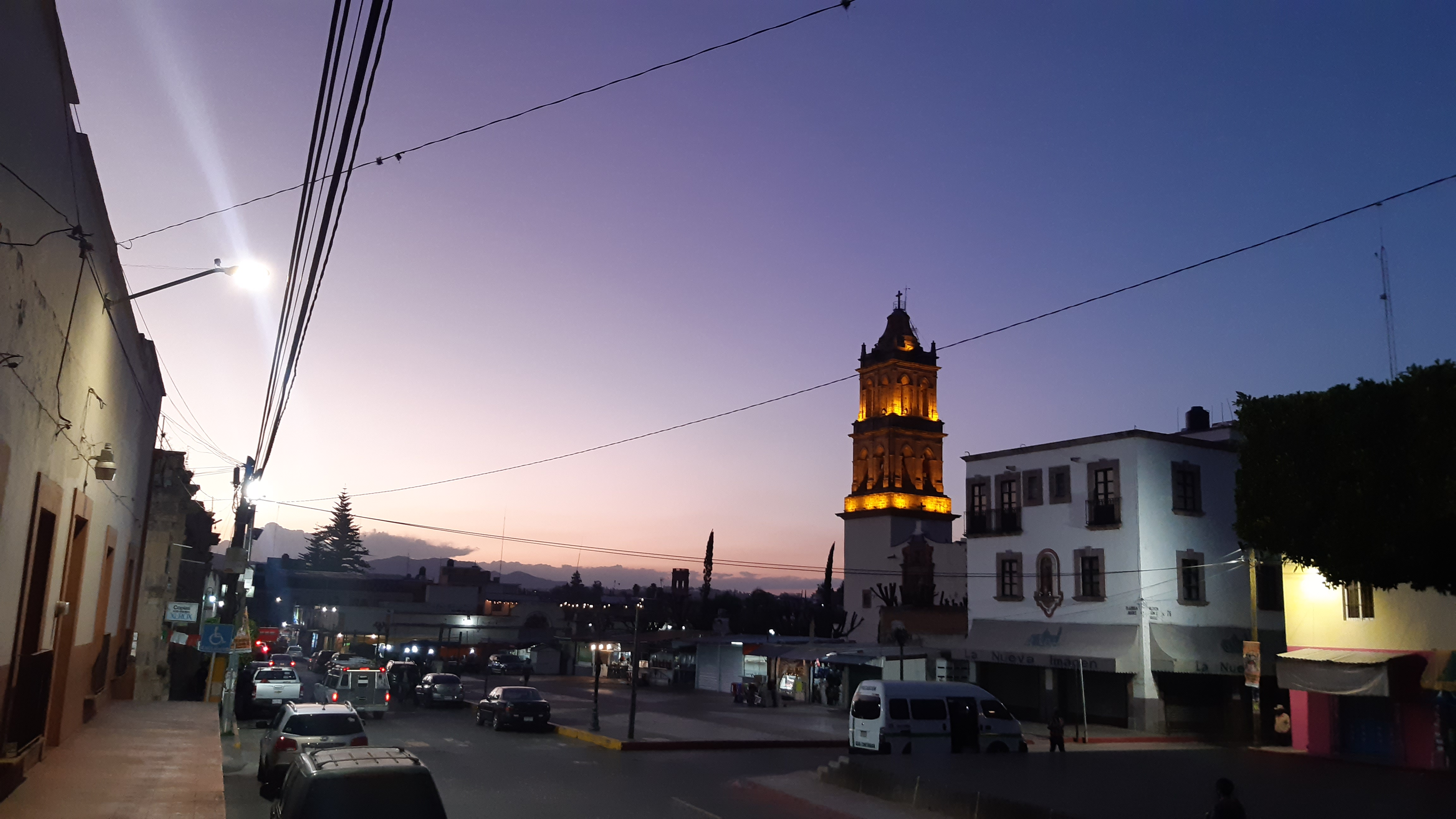
Anochecer.

El municipio de Maravatío es uno de los 113 municipios que se encuentran en el estado mexicano de Michoacán. Su cabecera municipal es Maravatío de Ocampo. Forma parte de la región socioeconómica 4. Oriente.
En 1831 se le otorgó la categoría de municipio, comprendiendo las municipalidades de Taximaroa-Hidalgo-Irimbo y su propia municipalidad. En 1837, al clasificarse como departamento el estado de Michoacán, abarcó los partidos de Zitácuaro, Zinapécuaro y el del propio Maravatío.

## Toponimia
El nombre Maravatío se interpreta como ‘lugar precioso’. En idioma purépecha el vocablo Marhuáti, asociado a Tsakápu (piedra) se traduce como ‘piedra preciosa’.

## Ubicación, superficie y límites
Maravatío se encuentra en el noreste del estado de Michoacán y abarca una superficie aproximada de 698 km². Limita al norte con el estado de Guanajuato y los municipios de Epitacio Huerta y Contepec; al este con los municipios de Contepec, Tlalpujahua y Senguio; al sur con los municipios de Senguio, Irimbo e Hidalgo; al oeste con los municipios de Hidalgo y Zinapécuaro y el estado de Guanajuato.
La ciudad de Maravatío de Ocampo, cabecera del municipio, se encuentra aproximadamente en la ubicación 19°53′38″N 100°25′48″O / 19.89389, -100.43000, a una altitud de 2018  m s. n. m.

## Clima
El clima de esta región es templado, con temperaturas máximas de 28 °C en verano y una mínima de 2 °C en invierno. Según la clasificación climática de Köppen el clima de Maravatío corresponde a la categoría Cwb (templado subhúmedo de montaña con invierno seco y verano suave).

## Población
La población total del municipio de Maravatío es de 89 311 habitantes, lo que representa un crecimiento promedio de 1.1 % anual en el período 2010-2020 sobre la base de los 80 258 habitantes registrados en el censo anterior. Al año 2020 la densidad del municipio era de 129 hab/km².
| Gráfica de evolución demográfica de Municipio de Maravatío entre 2000 y 2020 |
|                                                                              |
| Fuente: Instituto Nacional de Estadística Geografía e Informática            |

En el año 2010 estaba clasificado como un municipio de grado bajo de vulnerabilidad social, con el 23.77 % de su población en estado de pobreza extrema.
La población del municipio está mayoritariamente alfabetizada (11.83 % de personas mayores de 15 años analfabetas al año 2010) con un grado de escolarización en torno de los 6.5 años. Solo el 0.55% de la población se reconoce como indígena.

### Localidades
En el censo de 2020 el municipio de Maravatío contaba con 137 localidades.
| Código INEGI      | Localidad              | Población (2020) |
| ----------------- | ---------------------- | ---------------- |
| 160500001         | Maravatío de Ocampo    | 39425            |
| 160500070         | Tungareo               | 5484             |
| 160500062         | Santiago Puriatzícuaro | 4005             |
| 160500059         | Santa Elena            | 2313             |
| 160500003         | Apeo                   | 2124             |
| 160500074         | Tziritzícuaro          | 1743             |
| 160500071         | Uripitio               | 1719             |
| 160500007         | Casa Blanca            | 1004             |
| Otras localidades | Otras localidades      | 3 862            |
| Total municipal   | Total municipal        | 89 311           |

## Educación y salud
En 2010, el municipio contaba con escuelas preescolares, primarias, secundarias, ocho escuelas de formación media (bachilleratos) y nueve escuelas de formación para el trabajo. Contaba con 22 unidades médicas, en las que trabajaban 107 personas en total como personal médico. El 33.8 % de la población (22 918 personas), no habían completado la educación básica, carencia social conocida como rezago educativo. El 26.5 %, 17 962 personas) carecían de acceso a servicios de salud.

## Economía
La economía de la ciudad de Maravatío es principalmente agrícola, mediante la producción de fresa, maguey, maíz, frijol, papa, trigo, pera y sorgo. El municipio además posee una ganadería con cierta importancia económica, e industrias enfocadas en la fabricación de piezas ornamentales de herrería. 
La principal fuente de economía en la tenencia de San Miguel Curahuango, es la producción de sillas de madera con un tejido de tule comúnmente llamado como palmilla. La producción y tejido de estos artículos es muy común en San Miguel. Otra gran fuente de economía es la producción de fresa, que encabeza la Tenencia de Tungareo junto con la comunidad de Apeo y Pomoquita.

## Monumentos históricos
Por su valor histórico o arquitectónico se destacan:
- Hacienda de Apeo, propiedad de Don Mateo Echaiz, constituyente de 1857
- Hacienda de Pomoca, donde vivió Melchor Ocampo
- Casa donde se hospedó Miguel Hidalgo, en su paso a Toluca
- Torre Mirador
- Teatro Morelos
- Capilla de La Purísima
- Templo de San Juan Bautista

## Festividades
Anualmente se conmemora:
- 9 abril, festival de la silla de palmilla
- 24 de abril, celebración de la fundación del pueblo
- 24 de junio, festividad de San Juan Bautista
- 3 de junio, conmemoración de la muerte de Melchor Ocampo

## Presidentes municipales
Durante las últimas décadas han sido presidentes de municipio (1970-2024):
- 1970-1972: Guillermo Calderón Díaz (PRI)
- 1972-1974: Dr. Salvador Olvera Quintero (PRI)
- 1975-1977: Lic. Moisés Aguilar Monroy (PRI)
- 1978-1980: José Coronel Zamudio (PRI)
- 1981-1982: Lic. Florencio Alcantar Mejía (PRI)
- 1983: Cuauhtémoc Núñez (PRI)
- 1984-1986: Antonio Cruz Melo (PRI)
- 1987-1989: Carlos Torroella (PRI)
- 1990-1992: Profr. Cresenciano Hernández (PRD)
- 1993-1995: Ing. Raúl Fierros Fierros (PRI)
- 1996-1998: Mario Cruz Andrade (PRD)
- 1999-2001: J. Jaime Hinojosa Campa (PRD)
- 2002-2004: Ignacio Montoya Marín (CUPM)
- 2005-2007: José Jaime Hinojosa Campa (PRD)
- 2008-2011: Roberto Flores Bautista
- 2012-2015: Guillermo Corona López (C.C.)
- 2015-2018: José Luis Abad Bautista (PRD-PT)
- 2018-2024: José Jaime Hinojosa Campa (PRD-PAN-MC)